# All She Wants Is
Singles de Duran Duran
I Don't Want Your Love
(1988) Do You Believe in Shame?
(1989)
All She Wants Is est une chanson du groupe Duran Duran, sortie en single en 1988. C'est le second extrait de leur 5e album studio, Big Thing, également sorti en 1988. Comme sur la pochette de Big Thing, le nom du groupe est ici écrit « Duranduran ».

## Clip
Le clip est réalisé par le photographe américain Dean Chamberlain. Il avait déjà travaillé avec certains membres du groupe pour le projet Arcadia en 1985.
Le tournage a duré un mois, en raison de la complexité des effets de lumière.

## Liste des titres et différents formats
| 1. All She Wants Is (45 Mix) – 4:36 2. I Believe/All I Need to Know (medley) – 5:04 1. All She Wants Is (Euro Dub Mix) – 7:34 (surnommé "Euro House Mix") 2. All She Wants Is (45 Mix)" – 4:36 3. I Believe/All I Need to Know (medley) – 5:04 1. All She Wants Is (US Master Mix) – 7:19 2. All She Wants Is (45 Mix) – 4:36 3. I Believe/All I Need to Know (medley) – 5:04 1. All She Wants Is (Euro House Mix) – 7:34 (alias "Euro Dub Mix") 2. All She Wants Is (45 Mix) – 4:36 3. All She Wants Is (US Master Mix) – 7:19 4. All She Wants Is (House Dub) - 7:08 (alias "Euro House Dub", "Euro House Dub I") 1. All She Wants Is (45 Mix) – 4:36 2. I Believe/All I Need to Know (medley) – 5:04 - Également sorti en cassette (Capitol / 4BX-44287). 1. All She Wants Is (US Master Mix) – 7:16 2. All She Wants Is (Euro House Mix) – 7:32 (alias "Euro Dub Mix") 3. All She Wants Is (45 Mix) – 4:34 4. I Believe/All I Need to Know (medley) – 5:04 | 1. All She Wants Is (US Master Mix) – 7:16 2. All She Wants Is (US Masterdub) – 6:43 (alias "Latino Dub") 3. All She Wants Is (Euro House Mix) – 7:32 (alias "Euro Dub Mix") 4. All She Wants Is (Euro House Dub I) – 7:07 (alias "House Dub', "Euro House Dub") 5. All She Wants Is (Euro House Dub II) – 5:43 1. All She Wants Is (House Dub) – 7:07 (alias "Euro House Dub", "Euro House Dub I") 2. All She Wants Is (Latino Dub) – 6:44 (alias "US Masterdub") 3. All She Wants Is (7" Version) – 4:31 - Cette version est également éditée en CD en Allemagne (EMI-Electrola / CDP 560-20-3236-2). 1. All She Wants Is (45 Mix) – 4:36 2. Skin Trade (Parisian Mix) – 8:10 3. I Believe/All I Need to Know (medley) – 5:09 - Cette version est également éditée en CD 3" aux États-Unis (Capitol / C3-44287-2). 1. All She Wants Is (45 Mix) – 4:36 2. All She Wants Is (Euro Dub Mix) – 7:34 (alias "Euro House Mix") 3. I Believe/All I Need to Know (medley) – 5:09 1. All She Wants Is (45 Mix) – 4:36 2. I Believe/All I Need to Know (medley) – 5:04 3. All She Wants Is (US Master Mix) – 7:16 4. All She Wants Is (Euro Dub Mix) – 7:34 (alias "Euro House Mix") 5. Skin Trade (Parisian Mix) – 8:10 |

## Classements
| Pays et classement (1988)                  | Meilleure position |
| ------------------------------------------ | ------------------ |
| Allemagne (Media Control AG)               | 28                 |
| Australie (ARIA)                           | 74                 |
| Nouvelle-Zélande (RMNZ)                    | 47                 |
| Italie (FIMI)                              | 2                  |
| Europe (Hot 100)                           | 1                  |
| Pays-Bas (Nederlandse Top 40)              | 44                 |
| Royaume-Uni (UK Singles Chart)             | 9                  |
| États-Unis (Billboard Hot 100)             | 22                 |
| États-Unis (Billboard Hot Dance Club Play) | 1                  |
| États-Unis (Billboard Modern Rock Tracks)  | 24                 |

## Crédits
Duran Duran
- Simon Le Bon : chant principal
- Nick Rhodes : claviers, synthétiseurs
- John Taylor : guitare basse

Autres
- Warren Cuccurullo : guitares
- Sterling Campbell : batterie
- Jonathan Elias : producteur
- Daniel Abraham : producteur
- Shep Pettibone : remix
- Goh Hotoda : ingénieur du son du remix
- Hans Arnold : design de la pochette[1]

## Utilisation dans la culture populaire
On peut brièvement entendre la chanson dans un bar dans le film Monster (2003). En 2007, elle apparait dans l'épisode 5 de la saison 5 de Cold Case : Affaires classées.